# Jutarnji list (Zagreb, 1912.)
Jutarnji list su hrvatske dnevne novine. Izlazile su u Zagrebu od 28. veljače 1912. do 13. travnja 1941. godine.
Izdavala ga je tiskara "Ignjata Granitza", a od 1920. "Tipografija grafičko-nakladnički zavod d.d." Prvi urednik bio je Viktor Prosenik. Između dva svjetskih rata bio je jedan od najuglednijih zagrebačkih dnevnih novina s prosječnom nakladom od 20 000 primjeraka dnevno. Najistaknutiji su urednici (1920. – 1926.) E. Demetrović, koji ga je osuvremenio i komercijalizirao po uzoru na zapadnoeuropske listove, te (od 1926. do posljednjega broja) J. Horvat, koji mu je dao prohaesesovsku orijentaciju i vratio mu smirenost i ozbiljnost. U međuraću su u Jutarnjem listu surađivala tada najpoznatija hrvatski književna, publicistička i znanstvena pera.